# Dagninikorosso
Dagninikorosso est un village du département et la commune rurale d'Ouo, situé dans la province de la Comoé et la région des Cascades au Burkina Faso.